# Olivia Chance
Olivia Juliet Bridget Chance (Tauranga, 5 ottobre 1993) è una calciatrice neozelandese, centrocampista del Celtic della nazionale neozelandese.

## Carriera

### Club
Nata a Tauranga, in Nuova Zelanda, inizia a giocare a calcio nel Claudelands Rovers con cui conquista la coppa nazionale.

#### South Florida Bulls
Successivamente si trasferisce al South Florida Bulls con cui gioca 4 stagioni dal 2012 al 2015 collezionando 79 presenze e 31 gol.

#### Breiðablik
Nel luglio 2016 si trasferisce a titolo definitivo al Breiðablik.
Conclude la sua unica stagione con il Breiðablik collezionando 10 presenze e un gol.

#### Everton
Nel febbraio 2017 si trasferisce al Everton.
Il 5 febbraio seguente esordisce con i Toffees in FA Women's Cup contro il Brighouse Town, riuscendo a siglare una doppietta nell'8-1 finale.

### Nazionale
Viene convocata in nazionale under-17 nel 2010 in occasione del Campionato mondiale femminile Under 17 di calcio 2010 in Trinidad e Tobago.
Fai il suo esordio il 6 settembre nella sconfitta esterna per 2-1 contro la Venezuela.
Nel 2011 viene convocata per la prima volta in nazionale maggiore in occasione della Cyprus Cup, esordendo il 2 marzo seguente contro i Paesi Bassi.
Il 23 aprile 2019 viene inserita da Tom Sermanni nella lista delle convocate per il Campionato mondiale femminile di calcio 2019.

## Palmarès
- Coppa neozelandese femminile: 1

Claufelands Rovers: 2010